# Си Суриявонг
Си Суриявонг (полное имя Сомдет Чао Пхрайя Си Суриявонг; 23 декабря 1808 — 19 января 1883) — могущественный сиамский царедворец периода Раттанакосин. 
Поступил на службу при дворе в чине камергера (มหาดเล็ก) во время правления короля Рамы II. К моменту восшествия на престол юного Чулалонгкорна он имел титул «Самуха Калахом».  Суриявонг занимал ключевую роль в ранний период правления Чулангкорна, являясь регентом королевства в 1868—1873 годах.
Помимо политической деятельности, Суриявонг покровительствовал развитию тайских литературы, театра и музыки, а также руководил множеством крупных проектов по строительству, реконструкции и ремонту, среди которых: исторический парк Пхра Накхон, королевский дворец Монгкута и канал Крунг Касем.
Си Суриявонг жил при пяти монархах: он родился в конце правления короля Рамы I и скончался от инсульта во время возвращения из Ратбури в правление Рамы V в 1883 году, достигнув возраста 74 лет.